# Xã Cash, Quận Slope, Bắc Dakota
Xã Cash (tiếng Anh: Cash Township) là một xã thuộc quận Slope, tiểu bang Bắc Dakota, Hoa Kỳ. Năm 2010, dân số của xã này là 33 người.